# Hans-Olaf Henkel
Hans-Olaf Henkel, né le 14 mars 1940 à Hambourg, est un directeur d’entreprise, essayiste et homme politique allemand. Il exerce diverses fonctions en tant que chef d'entreprise, puis est entre 1995 et 2000 président du Bundesverband der Deutschen Industrie (BDI, la confédération patronale allemande). Il est d'autre part, de 2001 à 2005, président de la Leibniz-Gemeinschaft, une société scientifique.
De 2013 à 2015, il est membre du parti eurosceptique Alternative pour l'Allemagne (AfD) et est élu député européen sur les listes de ce parti en 2014.

## Biographie

### Vie privée et formation
À l’âge de cinq ans, Hans-Olaf Henkel perd son père, qui a été avant la Seconde Guerre mondiale représentant général pour le compte de l’industrie papetière, et qui meurt en Hongrie vers la fin de la guerre. Orphelin de père, il grandit à Poppenbüttel, dans la banlieue nord de Hambourg, auprès de sa mère et de ses grands-parents. Son beau-père est le chanteur populaire Richard Germer (1900–1993), alors fort prisé de la population hambourgeoise.
Après avoir fréquente un total de quatorze écoles différentes, et obtenu la mittlere Reife (certificat d’études moyennes délivré à l’issue de dix années de scolarité), il accomplit chez la firme Kuehne + Nagel à Hambourg un stage d’apprentissage en vue du titre d’expert en services logistiques. À partir de 1960, il suit, en cours du soir, à l’université des Sciences économiques et politiques de Hambourg (Hamburger Universität für Wirtschaft und Politik, anciennement Académie d'économie sociale, établissement à l’époque encore proche du monde syndical) des formations en gestion d’entreprise et en macroéconomie, ainsi qu’en sociologie.
En 2004, il divorce de sa femme Marlene, avec qui il a eu trois enfants. Il convole en secondes noces avec la professeure d’université Bettina Hannover en 2005. Il est le père de deux fils et de deux filles.

### Parcours professionnel
Il entre au service d’IBM Allemagne en 1962, exerce diverses fonctions de gestion au sein de l’entreprise, avant d’être nommé en 1987 président du comité de direction. De septembre 1993 à décembre 1994, il est PDG d’IBM Europe, Moyen-Orient et Afrique, dont le siège est établi à Paris. De 1995 à 2000, il est (à titre bénévole) président de l’organisation patronale Bundesverband der Deutschen Industrie (litt. Fédération professionnelle de l’industrie allemande, en abrégé BDI, équivalent allemand du MEDEF en France), et se signale bientôt par son franc-parler et ses points de vue controversés.
Entre 2001 et 2005, Henkel est président de la société scientifique Leibniz-Gemeinschaft. Lorsque le chimiste Ernst Theodor Rietschel prend sa succession en novembre 2005, une nouvelle espèce de papillon, le Bracca olafhenkeli, est, en guise de cadeau d’adieu, nommé en son honneur; l’on institua en outre le prix Hans-Olaf-Henkel, destiné à récompenser à intervalles de deux ans une action remarquable en matière de politique scientifique, dont le premier lauréat est en 2007 Benno Parthier, ancien président de la Leopoldina.
Depuis 2006, Henkel conseille la Bank of America en tant que senior advisor pour l’aire germanophone, concourant ainsi à consolider la position de cette banque sur le marché allemand des investissements.
Henkel est membre des conseils de surveillance de Bayer AG (Leverkusen), de Continental AG (Hanovre), de la DASA (Munich), de SMS GmbH (Düsseldorf), de Ringier AG (Zofingue, Suisse) et de Heliad Equity Partners (Francfort-sur-le-Main et Zurich). Henkel est également membre du comité de gestion de la Ligue allemande des familles (Deutscher Familienverband).
Depuis novembre 2000, il enseigne comme professeur agrégé à la chaire de gestion internationale d’entreprise de l’université de Mannheim, y dispensant des cours de Management dans un monde globalisé.

### Activité politique

#### Engagement en faveur des droits de l’homme
Hans-Olaf Henkel est depuis 1996 membre de l’organisation de défense des droits de l’homme Amnesty International (AI), à laquelle il reverse volontairement le montant des recettes tirées de la vente de ses livres et de ses prestations dans les médias. En outre, à l’occasion de son 60e anniversaire, il fait don à AI de 150 000 Deutsche Mark, somme assortie de la prière « de renforcer les efforts en faveur des droits des femmes, surtout dans le monde musulman ». En revanche, il répudie le droit au travail, inscrit dans la Déclaration universelle des droits de l'homme, au motif que ce droit, au même titre que le vie éternelle, n’est pas susceptible d’être garanti.
Henkel s’efforce d’améliorer la situation des droits de l’homme à Cuba et tente en particulier d’y obtenir l’abolition de la peine de mort. Il a à cet effet des entretiens réguliers avec Fidel Castro; cependant, le dialogue avec Castro est rompu en 2003, lorsque celui fait incarcérer 75 dissidents et lève le moratoire sur la peine de mort, conduisant à l’exécution de trois hommes reconnus coupables de terrorisme. Henkel protest contre cette pratique.
Henkel s’érige aussi en défenseur de l’artiste chinois persécuté Ai Weiwei, lançant en 2011 le dénommé appel de Berlin, dans lequel est exigée la libération de l’artiste, alors emprisonné dans un lieu non identifié,. Dans le même contexte, Henkel critique le peu d’engagement en faveur des droits de l’homme et de la démocratie dont feraient preuve selon lui les entreprises allemandes implantées en Chine.
Henkel se dit convaincu que, quel que soit le pays, le libre-échange et l’économie de marché entraînent nécessairement une amélioration de la situation des droits de l’homme et une consolidation des droits démocratiques,,.

#### Combat électoral et travail parlementaire
Dès avant d’être cofondateur de l’association eurocritique Wahlalternative 2013, Henkel appuyait déjà l’association Freie Wähler, lorsque celle-ci était encore opposée à l’euro. Dans son billet hebdomadaire Henkel Trocken, il ne cessait d’émettre des jugements critiques sur la politique de sauvetage de l’euro menée par le gouvernement fédéral allemand. En 2013, il se proposait, conjointement avec Hubert Aiwanger et Stephan Werhahn, de conduire les Freie Wähler au Bundestag. S’il soutint le FDP lors des élections parlementaires anticipées de 2005, en décembre 2011 en revanche, il jugeait le FDP promis à un piètre avenir étant donné l’« aversion pour le principe du libéralisme » qu’aurait ce parti.
En 2013, Henkel est l’un des fondateurs de Wahlalternative 2013, qui donnera naissance ensuite au parti politique Alternative pour l'Allemagne (Alternative für Deutschland, AfD). On[Qui ?] apprit en janvier 2014 que quelques semaines auparavant Henkel avait rejoint l’AfD et qu’il souhaitait figurer sur la liste des candidats en vue des élections européennes de 2014. Il occupa effectivement la deuxième place sur la liste des candidats de l’AfD pour les européennes de 2014, et fut nommé en outre, lors du congrès du parti en mars, porte-parole suppléant du parti.
En 2014, Henkel est élu membre du Parlement européen, où il est président suppléant de la Commission de l'industrie, de la recherche et de l'énergie (ITRE) et membre de la Sous-commission des droits de l'homme (DROI). Il est en outre membre suppléant de la Commission des affaires étrangères du Parlement européen (AFET) et membre de la Délégation (allemande) aux relations avec le Japon (D-JP) et de la Délégation aux relations avec la république populaire de Chine (D-CN).
Le 5 juillet 2015, il décide de quitter l'AfD à la suite de l'élection de Frauke Petry à la tête du parti.
Après avoir rempli son mandat de cinq ans, il ne se représente pas en 2019.

## Prises de position politiques
Dans ses écrits et lors de ses apparitions publiques, Hans-Olaf Henkel défend des points de vue favorables au libéralisme économique et à une politique centrée sur l’offre, se faisant en particulier l’avocat de la mondialisation, se prononçant pour la réforme du fédéralisme en Allemagne (entrée en vigueur en 2006), prônant « moins d’État dans l’État » et plus de « compétition », et fustigeant « l’égalitarisme à outrance » (Gleichmacherei). Concernant la mondialisation, il utilise souvent, lors de ses conférences, l’image du « triangle sympathique », dont les côtés figurent l’économie de marché, la démocratie et les droits de l'homme. Il préconise de réduire à un minimum l’État-providence et de baisser les impôts. L’évolution vers une union monétaire européenne telle que voulue et promue jusqu’ici n’est pas propice à l’intégration de l’Europe, mais conduit selon lui plutôt vers une sorte d’UERSS.
En Allemagne, il est fréquemment sollicité à intervenir dans des émissions-débats politiques à la radio ou à la télévision en tant qu’interviewé et invité, ou à titre de membre fondateur du Konvent für Deutschland, association parrainée par de grandes entreprises, des fondations privées et des particuliers, laquelle association, selon ce qu’elle affirme elle-même, œuvre, sous la direction de l’ancien président fédéral Roman Herzog, pour une « réforme de la capacité de réforme » de l’Allemagne. Il est en outre un collaborateur extérieur régulier du quotidien Handelsblatt, pour lequel il rédige chaque lundi un billet appelé Henkel Trocken (qu’on pourrait traduire par Henkel crûment, sans ambages), de l’hebdomadaire Focus, et des quotidiens Die Welt et Hamburger Abendblatt. Enfin, il a écrit des articles pour le compte de Bild et de Junge Freiheit.
En 2008, dans le souci que soient créées, dans un système à cinq partis, des conditions de gouvernement un tant soit peu stables, Henkel appela de ses vœux l’instauration du scrutin uninominal majoritaire à deux tours majoritaire en République fédérale d’Allemagne.
En octobre 2009, par la voie d’une lettre ouverte, Henkel remercia Thilo Sarrazin, alors codirecteur de la Banque fédérale d'Allemagne, pour l’entretien très controversé qu’il avait accordé au pendant allemand de la revue Lettre internationale ; Henkel y assura qu’il soutenait sans restriction aucune (Ich unterstütze ohne jedes Wenn und Aber) les thèses de Sarrazin et qu’y compris les formulations utilisées par celui-ci ne lui paraissaient nullement déplacées (Er hat sich auch in der Ausdrucksweise nicht vergriffen).
En novembre 2010, dans un article paru dans Focus, Henkel proposa, pour faire face à la crise de la dette dans plusieurs pays d’Europe (Grèce d’abord, puis Irlande et Espagne), de scinder l’euro en deux unités monétaires distinctes; il y aurait ainsi un
- euro nord dur, auquel devraient selon lui adhérer, outre l’Allemagne, des pays tels que les pays du Benelux, l’Autriche, la Finlande et également l’Irlande, et où l’on s’attacherait à respecter la stabilité de la devise et à maintenir une discipline budgétaire (Festhalten an Geldwertstabilität und Haushaltsdisziplin), à côté d’un
- euro sud mou, placé sous l’égide de la France et s’accordant avec « le penchant pour la dépense et le talent d’improvisation monétaire » (Ausgabenfreude und währungstechnisches Improvisationstalent) de ces pays.

La mise en place d’un euro à part permettrait à ces pays, certes au prix d’un certain degré d’inflation, de maintenir leur économie en état de marche, voire de la dynamiser. Dans le même article, Henkel critique le gouvernement fédéral et la chancelière Angela Merkel, qualifiant la mise en œuvre des plans de sauvetage de l’euro d’« opération d’escamotage » (eine Nacht-und-Nebelaktion) et reprochant aux gouvernants allemands d’avoir rompu les traités et accords conclus par les gouvernements précédents et d’avoir massivement enfreint la loi, allant jusqu’à appeler « putsch » cette manière de procéder.

## Critiques
Début février 2010, l’économiste américain James K. Galbraith critiqua l’affirmation de Henkel que personne n’eût prédit la crise financière de 2007. Galbraith, qui taxe Henkel « d’étroitesse d’esprit fondamentale » (fundamental narrowed-mindedness), d’endogamie intellectuelle et « d’incompétence », rappelle que trois écoles d’économie au moins avaient lancé des mises en garde contre la survenue d’une crise majeure, et réfute la thèse de Henkel selon laquelle la crise a été provoquée par la charité naïve et mal ordonnée (Gutmenschentum) de certains politiciens américains. Henkel rédigea une réplique, dans laquelle il cite à l’appui de sa thèse selon laquelle une charité mal placée fut bien à l’origine de la bulle immobilière américaine et, de là, à la crise financière mondiale, le cas des programmes d’encouragement à la propriété du logement mis en place sous Bill Clinton et George W. Bush, ainsi que l’interdiction, prévue dans le Community Reinvestment Act de 1977 sous Jimmy Carter, de la pratique dite redlining, laquelle consistait à ne pas accorder de crédit hypothécaire dans certaines zones urbaines (délimitées par une ligne rouge sur la carte). Cette dernière disposition empêcherait les banques, quand elles doivent apprécier la solvabilité de chacun, de faire la distinction entre les quartiers habités par des citoyens aisés et les quartiers déshérités.
Peu après, dans une lettre ouverte de ce même mois de février 2010, William K. Black, professeur d’économie et de droit à l’université du Missouri à Kansas City, engagea le président de la Bank of America, Walter E. Massey, à licencier le « consultant bancaire raciste » Hans-Olaf Henkel; il fit observer en particulier que le redlining avait été prohibé dès 1968 par le Civil Rights Act de 1964, et qu’il était dès lors absurde d’admettre que 30 ans après son adoption cette loi eût subitement déclenché une crise financière ; de plus, l’on n’a point ici l’habitude, poursuivit-il, de lire des considérations nostalgiques sur le bon vieux temps raciste, où les pouvoirs publics et les milieux d’affaires marchaient main dans la main afin d’empêcher que des prêts immobiliers fussent accordés à des Noirs; mieux encore, en tant que président de l’association professionnelle de l’industrie allemande, Henkel est devenu, du fait de ses recommandations politiques tendant à une dérégulation, l’un des architectes allemands de la crise financière.

## Œuvres
- Die Euro-Lügner. Unsinnige Rettungspakete, vertuschte Risiken – so werden wir getäuscht. Heyne, Munich 2013,  (ISBN 978-3-453-20058-6).
- Rettet unser Geld! Deutschland wird ausverkauft – Wie der Euro-Betrug unseren Wohlstand gefährdet. Heyne, Munich 2010,  (ISBN 978-3-453-18284-4).
- Die Abwracker. Wie Zocker und Politiker unsere Zukunft verspielen. Heyne, Munich 2009,  (ISBN 978-3-453-16829-9).
- Kampf um die Mitte. Mein Bekenntnis zum Bürgertum. Droemer, Munich 2007,  (ISBN 978-3-426-27423-1).
- Die Kraft des Neubeginns. Deutschland ist machbar. Droemer, Munich 2004,  (ISBN 3-426-27349-7) / Knaur, Munich 2005,  (ISBN 978-3-426-77836-4).
- Die Ethik des Erfolgs. Econ, Munich 2002,  (ISBN 3-430-14286-5) / Ullstein, Munich 2004,  (ISBN 3-430-15515-0).
- Die Macht der Freiheit. Erinnerungen. Econ, Munich 2000,  (ISBN 3-430-15515-0) / Ullstein, München 2002,  (ISBN 3-548-75077-X) / Ullstein, Munich 2004,  (ISBN 3-548-84007-8).
- Thomas Brand (Hrsg.): Forschung erfolgreich vermarkten. Ein Ratgeber für die Praxis. Springer, Berlin 2002,  (ISBN 3-540-44078-X).
- Jetzt oder nie. Ein Bündnis für Nachhaltigkeit in der Politik . Siedler, Berlin 2001,  (ISBN 3-88680-665-0).

## Récompenses et distinctions
- 1991 Monnaie commémorative Karmarsch de l’université de technologie de Hanovre
- 1992 Doctorat honoris causa de l’université technique de Dresde
- 1992 Ökomanager des Jahres (écogestionnaire de l’année), titre décerné par la revue Capital et par le WWF
- 1992 Prix d’innovation de l’économie allemande de la revue Wirtschaftswoche
- 1995 Lauréat du prix (de dérision) Dinosaure de l'année décerné par l’association écologique Naturschutzbund Deutschland
- 1998 Ordre national de la Croix du Sud décerné par le président de la République brésilienne
- 1999 Ordre du Trésor sacré, attribué par l’empereur du Japon
- 2000 Commandeur de la Légion d’honneur (France)
- 2001 Prix d’éloquence Cicero pour le meilleur orateur en économie
- 2002 Ordre du Mérite de la République fédérale d'Allemagne, octroyé par la République fédérale d'Allemagne, mais décliné par Henkel pour motif de tradition hanséatique lui faisant interdiction d’accepter des récompenses de « seigneurs étrangers » (tradition remontant au XIIIe siècle)
- 2003 Prix international du livre Corine, pour son ouvrage Die Ethik des Erfolgs
- 2003 Prix Ludwig-Erhard du journalisme économique
- 2006 Prix allemand des PME (Deutscher Mittelstandspreis) de l’éditeur markt intern, en récompense notamment de sa prise de position contre l’obligation faite aux PME allemandes de s’affilier aux chambres d’industrie et de commerce[30]
- 2007 Médaille Friedrich A. von Hayek
- New York Programming Award pour son émission dominicale de jazz sur la radio berlinoise Jazzradio 101.9.

Depuis 2007, la Leibniz-Gemeinschaft décerne tous les deux ans le prix Hans-Olaf-Henkel de la politique scientifique, qui vise à distinguer des actions remarquables en faveur des sciences en Allemagne. D’autre part, la nouvelle espèce de papillon Bracca olafhenkeli a été ainsi nommée en son honneur.